# تفنگ شمخال

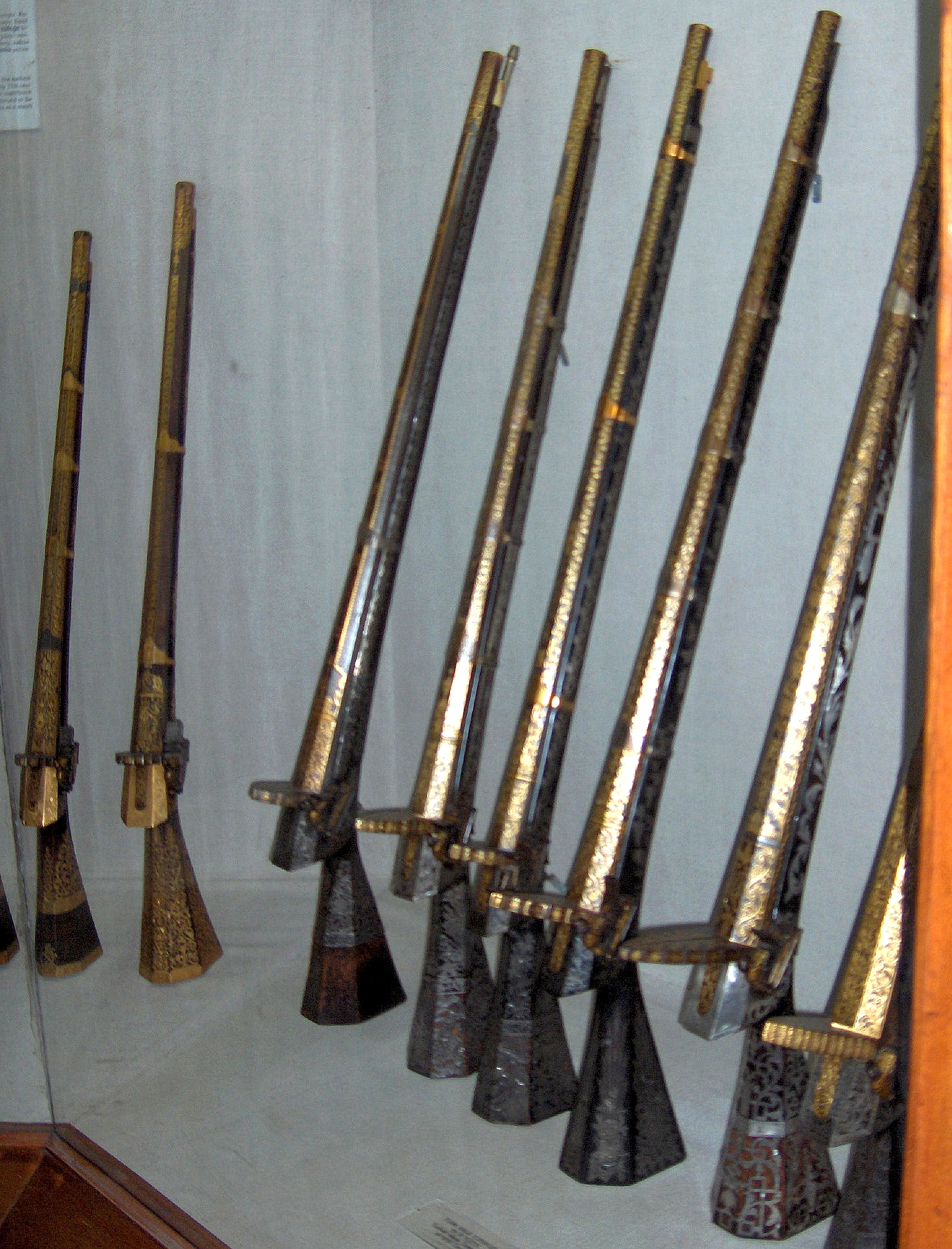
مجموعه‌ای از تفنگ‌های شمخال در موزهٔ کاخ توپ‌قاپی در استانبول

شمخال یا تفنگ شمخال نوعی تفنگ بزرگ و سنگین سرپُر بود که قطر دهانهٔ لولهٔ آن نزدیک به ۲۵ میلی‌متر بود و به‌سبب سنگینی‌اش، دو خدمهٔ شمخال‌چی آن را حمل می‌کردند که یکی هدف‌گیری می‌کرد و دیگری یک فتیلهٔ نوک‌تیز و شعله‌ور را آتش می‌زد. از شمخال‌ها بیشتر در دژها و سنگرها و برج و باروی شهرها استفاده می‌کردند.
در دورهٔ فتحعلی‌شاه، سلاح پیاده‌نظام شمخال‌های سرپُر بسیار سنگینی بود که هنگام تیراندازی آن را بر روی سه‌پایه‌های بلند می‌گذاشتند. سلاح سواره‌نظام نیز تفنگ‌های لوله‌بلندِ سبک بود.
دربارهٔ ریشهٔ این نام اطلاع زیادی در دست نیست. محمدطاهر میرزا در ترجمهٔ سه تفنگدار بارها از آن نام برده، و به نظر می‌رسد این واژه را در برابر واژهٔ انگلیسیِ Arquebuse به کار برده باشد که خود در اصل از واژهٔ هلندیِ haakbus به‌معنی «تفنگ قلابی» آمده است. در لغت‌نامهٔ دهخدا هم آمده است: «قسمی تفنگ زمخت و سنگین ابتدایی قدیمی نظیر خاندار.»